# Kohlmarktbrunnen

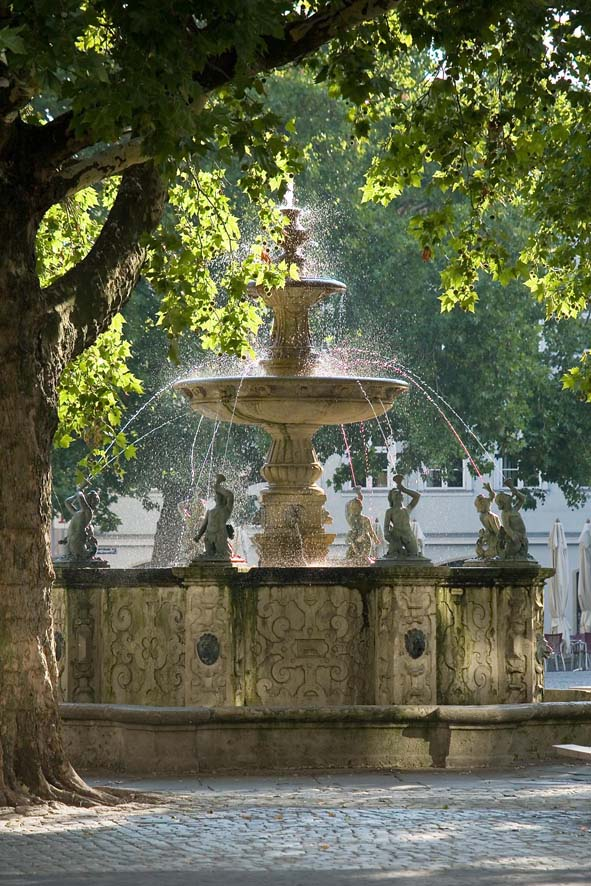
Der Brunnen heute.

Foto um 1885: Im Hintergrund (v. l. n. r.): das Haus zur Sonne, das Haus zur Rose sowie das 1894 abgerissene alte Haus zum Stern.

Der Kohlmarktbrunnen, im Spätmittelalter auch Ulrichsbrunnen genannt, befindet sich auf dem Kohlmarkt in Braunschweig. Der unter Denkmalschutz stehende Zierbrunnen wurde 1868/69 nach Plänen des Architekten Oskar Sommer im Stil der Neorenaissance errichtet.

## Geschichte
Der Kohlmarkt ist ein zentraler Marktplatz im Weichbild der Altstadt. Er gehört zu den ältesten Siedlungsgebieten innerhalb Braunschweigs. Die ältesten siedlungsgeschichtlichen Funde lassen sich in das 9. Jahrhundert datieren.

### Vorläuferbrunnen
Erstmals belegt ist die Existenz eines Brunnens auf diesem Platz für das Jahr 1391. Dieser Brunnen wurde Ulrichsbrunnen nach der nur wenige Meter entfernt auf dem Kohlmarkt befindlichen Ulrici- oder St. Ulrichs-Kirche (1544 abgerissen) benannt. Es handelte sich um einen Trinkwasser-Brunnen, dessen Aussehen unbekannt ist. Wie der Vorläufer des unweit gelegenen heutigen Brunnens auf dem Altstadtmarkt, wurde auch er mit dem Wasser des Jödebrunnens gespeist. Wie lange dieser Brunnen bestand, ist unbekannt. 1570 soll der Brunnen an diesem Standort (teilweise) vergoldet gewesen sein.
Zwischen 1660 und 1662 wurde der damalige Brunnen aufwendig wieder hergestellt bzw. neu gestaltet. Verschiedene Handwerker wurden dabei wie folgt entlohnt:

„Für einen Wasserstein 18 Schilling; für Steine zum Brunnen 8 Mark 17 Schilling; dem Schmidt (sic!) Bartold Becker für Arbeit 36 Mark, dem Brunnenmacher Elias 48 Mark; Trinkgeld demselben 2 Mark 12 Schilling; dem Bildhauer 2 Mark 12 Schilling; dem Kannengießer Hansen Gieseken für 80 Pfund Blei 4 Mark oder 5 Thaler; dem Steinmetzen und Bildhauer Hermann Scheller für die Sachen, so zu dem Wasserbrunnen am Kohlmarkte gekommen, als ein Pferd mit dem Neptuno [sic!] 13 Thaler, die Säulen, an welchen Knöpfe sitzen, 8 Thaler, zwei Löwen 6 Thaler, zwei Pyramiden 3 Thaler und des Rathes Wappen zweimal à 1 Thaler. Dem Pipenbohrer 1 Mark 24 Schilling; für 8 große und 16 kleine Knöpfe zu diesem Brunnen 3 Mark 2 Schilling; für 47¾ Pfund Oel, so zu den Trögen beim Brunnen verbraucht, 2 Mark 16 Schillinge; dem Maurermeister Niclas, so diese Tröge gebauet, für Arbeit 4 Mark 24 Schilling; Hans Gieseken dem Kannengießer für 21 Centner [sic!] 46 Pfund Blei, so zu den Röhren zum Brunnen auf dem Kohlmarkt gebraucht und auch außerhalb der Stadt gelegt worden, 16 Mark 3 Schilling; dem gesellen Trinkgeld 3 Schilling; Meister Hartmann dem Maler für die am Brunnen gefertigte Arbeit, als den Kopf auf demselben mit seinem Golde vergoldet und 8 große Flügel (die der Pferde Neptuns) à 3 Mark.“

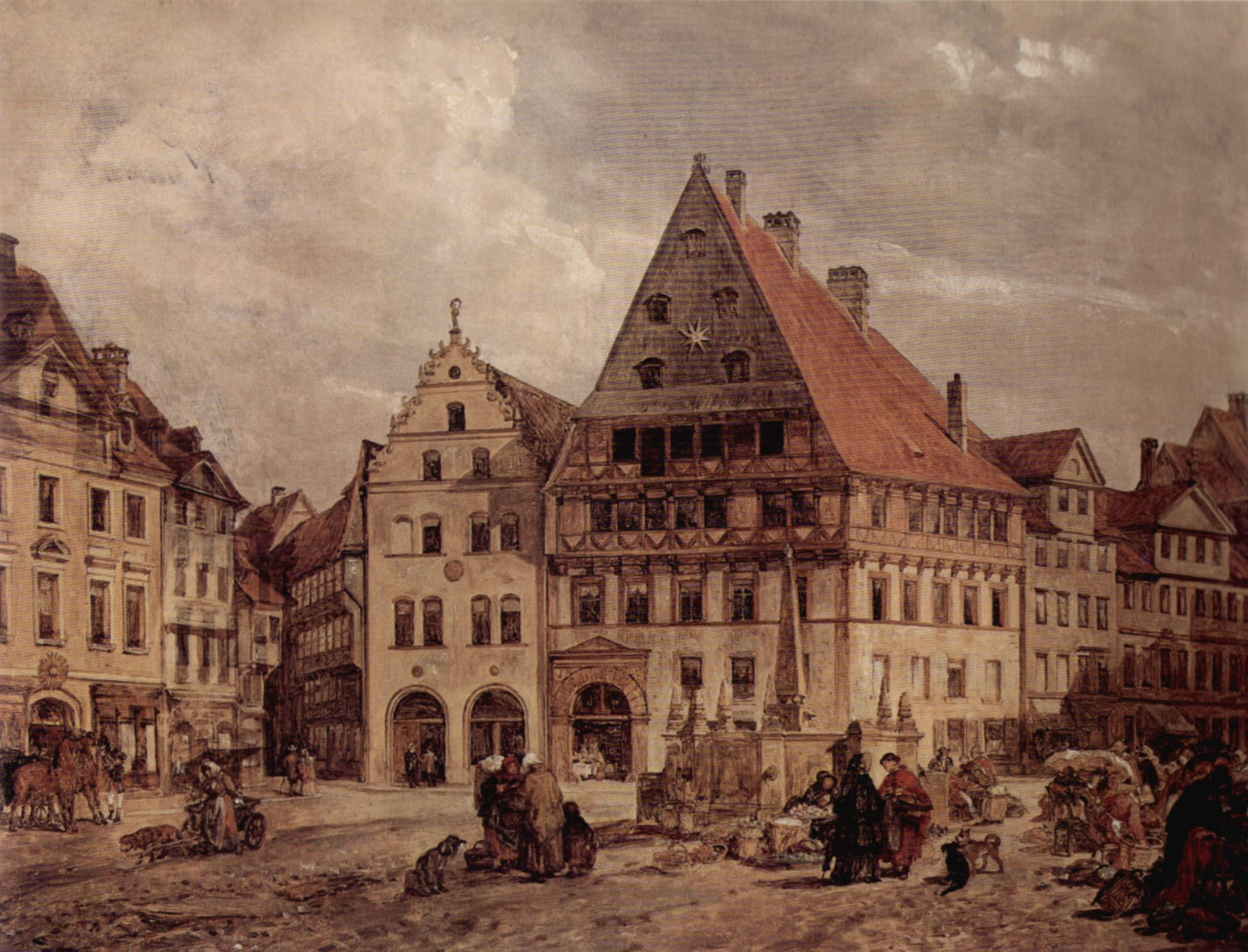
Gemälde von Ludwig Tacke aus dem Jahre 1894: Es zeigt unter anderem den, vermutlich von Hermann Scheller geschaffenen, Vorgängerbrunnen.

Den Grund für diese umfangreichen und für die Stadt – nach dem Ende des Dreißigjährigen Krieges – sehr kostspieligen Arbeiten vermuten Appelt und Müller in einem verstärkten Bedürfnis nach Reinlichkeit innerhalb der städtischen Bevölkerung nach der Pestepidemie von 1657/58.

## Beschreibung des heutigen Brunnens

Foto von 1904: Im Zentrum der Kohlmarktbrunnen. Rechts das 1894 errichtete neue „Haus zum Stern“.

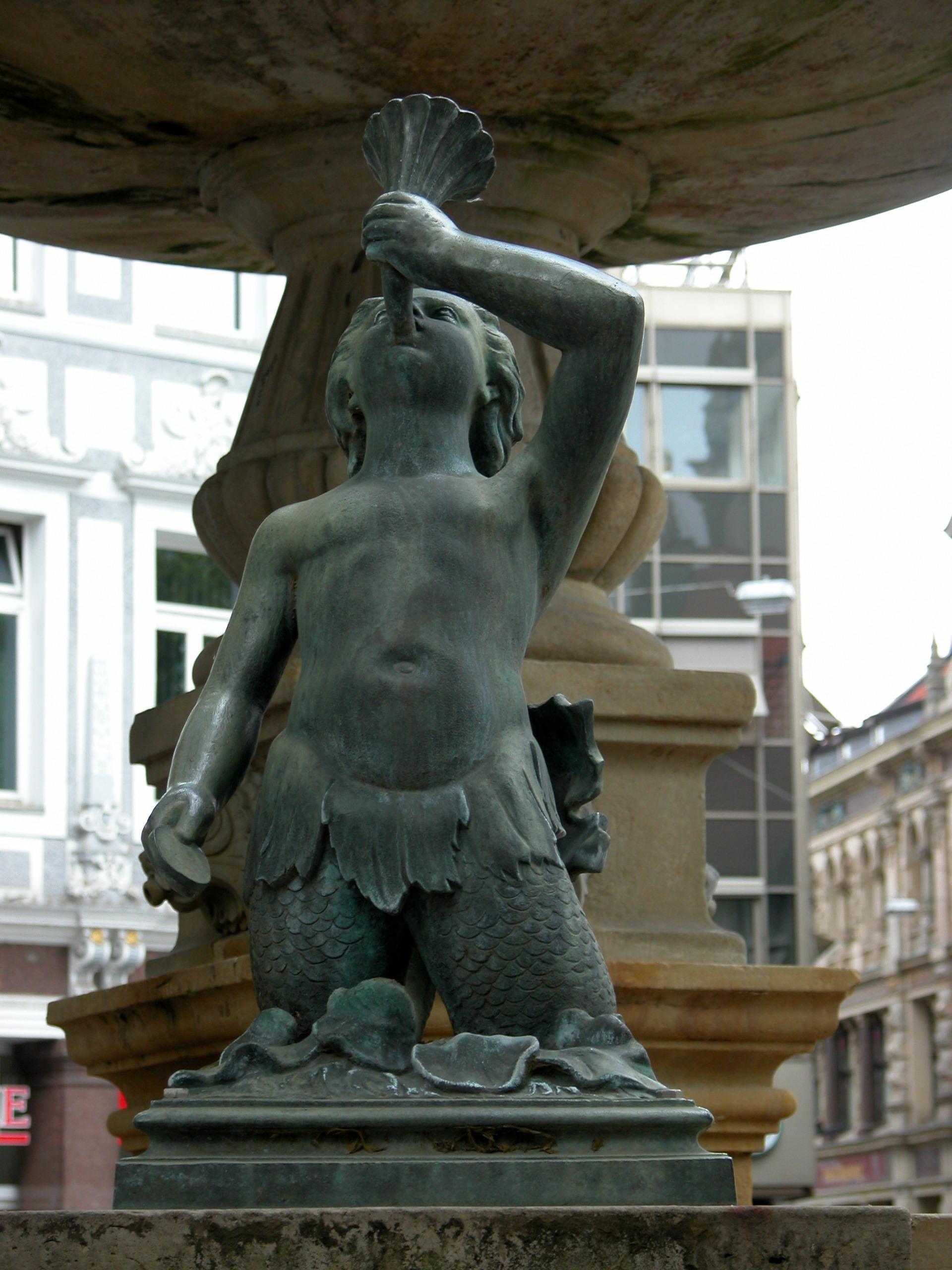
Einer der acht Tritonen.

Nachdem ab 1865 der Brunnen auf dem Kohlmarkt nicht mehr für die Trinkwasserversorgung nötigt war, beschloss man den Bau eines neuen Zierbrunnens an dieser Stelle nach dem Entwurf des Wolfenbütteler Architekten Oskar Sommer, der den ursprünglichen Umriss und die Beschlagwerkausstattung übernahm, den Brunnen aber etwas nach Nordosten versetzte. Sommer hatte mit diesem Entwurf bei der Ausschreibung den 1. Preis gewonnen. Der Sommersche Brunnen ist aus elfenbeinfarbenem Stein gefertigt. Das niedrige achteckige, umlaufende Schöpfbecken bildet die Basis. Innerhalb dieses Beckens erhebt sich das ebenfalls achteckige Hauptbecken, das aber nicht einsehbar ist. Dieser zentrale Teil wird durch acht vortretende viereckige Pfeiler begrenzt. Oben auf jedem Pfeiler befindet sich ein kniender Tritone aus Bronze, der, leicht nach hinten übergebeugt, in das Tritonshorn bläst, das er in der erhobenen linken Hand hält, wobei ein Wasserstrahl in die obere Schale gelangt. Die rechte Hand hängt hinunter und scheint eine große Münze oder ähnliches zu halten. Die Putten ähnelnden Tritonen haben einen nackten Oberkörper, tragen einen blätterartigen Schurz und haben einen schuppigen Unterkörper, der in einem Fischschwanz endet. An der Vorderseite jedes Pfeilers befindet sich auf halber Höhe ein wasserspeiender bronzener Löwenkopf.
Der Brunnen verjüngt sich nach oben. Die nächste Ebene bildet eine große runde Steinschale, in die Wasser aus einer darüber befindlichen kleineren Schale überläuft, die wiederum mittels einer Fontäne an der Brunnenspitze aus einer Vase kommend gespeist wird. Am Fuß des runden Mittelteils, der die zwei Schalen und die Vase an der Spitze trägt, befinden sich wiederum vier wasserspeiende Löwenköpfe. Der achteckige Mittelteil, inklusive der Säulen, sowie der zentrale runde Teil und die Schalen sind ornamental reich verziert.
Bei Umbauarbeiten nach Ende des Zweiten Weltkrieges wurde der Brunnen wieder etwas nach Nordwesten versetzt.